# Maks Korż

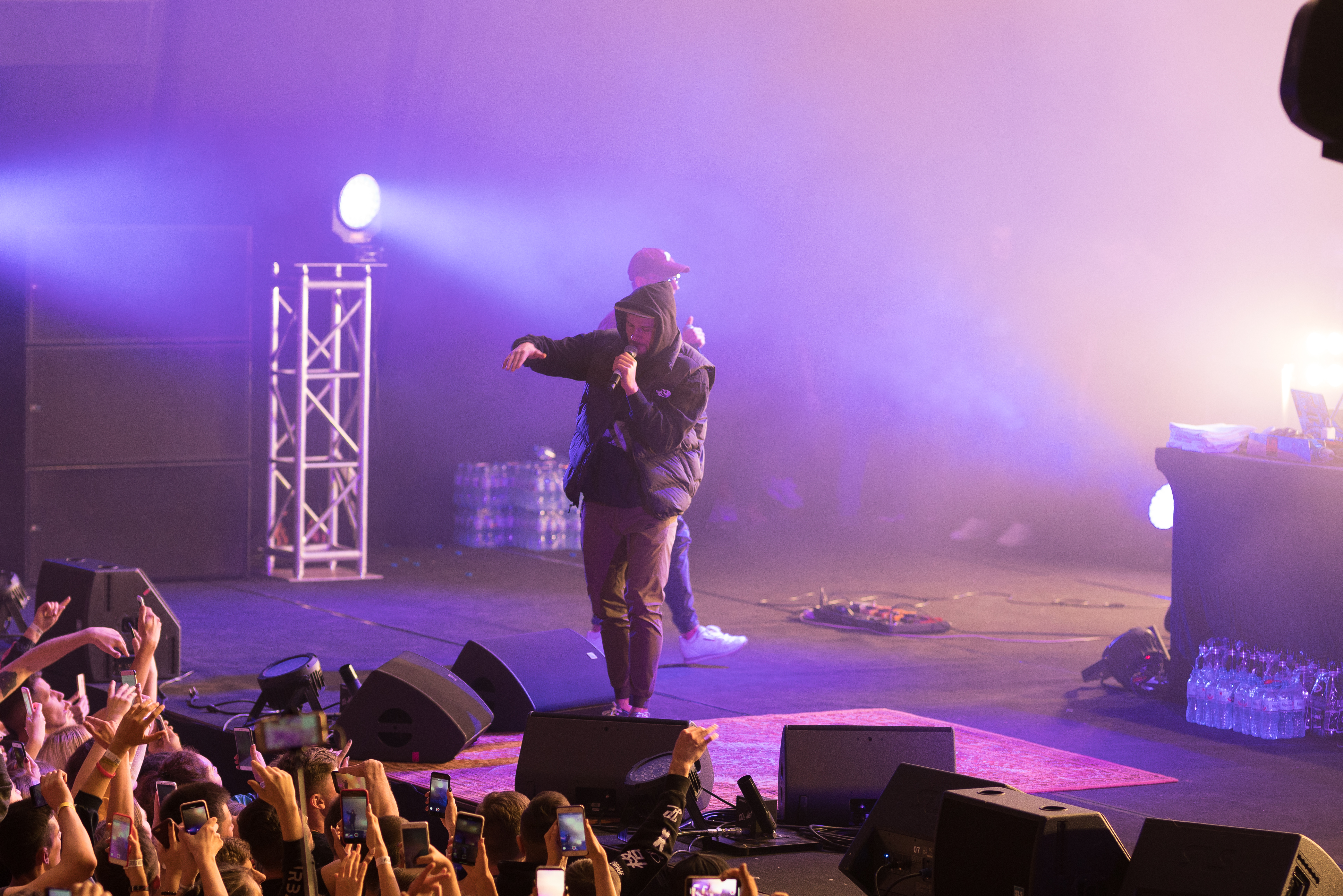
Maks Korż na koncercie w Warszawie, 2018

Maks Korż (biał. Макс Корж), właśc. Maksim Anatoliewicz Korż (biał. Максім Анатолевіч Корж; ur. 23 listopada 1988 w Łunińcu) – białoruski piosenkarz, tekściarz i raper.

## Życiorys
W dzieciństwie uczył się w szkole muzycznej. Kiedy miał 16 lat, razem z przyjaciółmi założył zespół muzyczny LunClan. Zaangażował się w jeszcze kilka projektów muzycznych, ale żaden z nich nie odniósł znaczącego sukcesu. Następnie próbował sił w roli beatmakera i komponował muzykę dla innych wykonawców, po czym zaczął sam śpiewać skomponowane przez siebie muzyki.
Podczas studiów na Białoruskim Uniwersytecie Państwowym nagrał swoją pierwszą solową piosenkę. Studiując na drugim roku, uznał, że studia kolidują z tworzeniem muzyki, aż w końcu porzucił naukę na uniwersytecie i zajął się działalnością muzyczną. Swój pierwszy hit, piosenkę Niebo pomożet nam, nagrał za 300 dolarów, które pożyczył od swojej matki i opublikował klip na platformie społecznościowej WKontaktie. Po odbyciu obowiązkowej służby wojskowej zaczął aktywnie wysyłać swoje piosenki do DJ-ów, aby je miksowali w klubach.
7 kwietnia 2012 wydał teledysk do utworu Niebo pomożet nam, z którym trafił czołowe miejsce na listach przebojów. W tym samym roku wydał album studyjny pt. Żywotnyj mir, na którym zawarł 16 autorskich piosenek. Następnie podpisał kontrakt z rosyjską wytwórnią muzyczną Respect Production, a na początku 2013 ruszył z serią koncertów „Wzliotnyj mart” po Białorusi, Rosji i Ukrainie. Latem tego samego roku otrzymał nagrodę „Muz-TV” w kategorii przełom roku. 2 listopada 2013 wydał album pt. Żyt’ w kajf, który według redakcji strony Rap.ru zajął piąte miejsce na liście najlepszych rosyjskojęzycznych płyt. Pod koniec roku zajął dziewiąte miejsce w kategorii „Człowiek roku” w rankingu Google Trends na Ukrainie.
W 2014 odbył dużą trasę koncertową „Wyrwannyj maj” po Białorusi, Rosji i Ukrainie. W czerwcu 2014 zdobył nominację do Nagrody Muz-TV za album roku (Żyt’ w kajf). W drugiej połowie roku wydał album pt. Domasznij i wyruszył w trasę koncertową „Bolszoj Flat” po krajach WNP i niektórych miastach europejskich. W czerwcu 2015 został nominowany do Nagrody Muz-TV za najlepszy projekt hip-hopowy, najlepszy album i najlepsze widowisko koncertowe.
10 lutego 2016 roku Służba Bezpieczeństwa Ukrainy zakazała Korżowi wjazdu do Ukrainy na pięć lat z powodu jego występu na Krymie, ale już w grudniu 2017 zagrał koncert w Pałacu Sportu w Kijowie. Pięć dni później zdobył VK Music Award za piosenkę roku („Małyj powzrosleł”).
Potępił rosyjską inwazję na Ukrainę w 2022, nazywając ją „bombardowaniem suwerennego państwa”, odwołał koncerty w Rosji i wydał piosenkę wspierającą Ukrainę słowami „kto broni swojego domu, ten ma rację”.
W październiku 2024 roku kanał Telegramu zbliżony do GUBOPiK napisał, że Max Korż opuścił Białoruś po tym, jak został wezwany „na rozmowę” z powodów politycznych.

## Życie prywatne
10 listopada 2012 poślubił Taccianę Mackiewicz, z którą ma dwoje dzieci: Emilię (ur. 2013) i Nazara (ur. 2019).

## Dyskografia
Źródło:
- Żywotnyj mir (2012)
- Żyt´ w kajf (2013)
- Domasznij (2014)
- Małyj powzrosleł. Czast´ 1 (2016)
- Domasznij (pełna wersja) (2017)
- Małyj powzrosleł. Czast´ 2 (2017)
- Psichi popadajut w top (2021)

## Mini-albumy
Mini-albumy
- 2016 – „Best Remixes”

## Single
- 2017 – „Optimist”
- 2018 – „Prolietarka”
- 2019 – „Kontrolnyj”
- 2019 – „Szantaż”
- 2019 – „2 tipa ljudziej”
- 2020 – „Razniesjom”
- 2020 – „Małolietka”
- 2020 – „Wriemiena”
- 2020 – „Tiepło”
- 2020 –  „Jejo winoj”
- 2021 – „Attiestat”
- 2021 –  „Nie twoj”
- 2022 –  „Swoj dom”
- 2022 –  „Eto nasz puć”
- 2022 –  „Bieriegi jejo”
- 2023 –  „Pieriedieł”
- 2024 –  „Stress”
- 2024 –  „Cholodnoje utro”
- 2024 –  „Moja diewoczka nie wierit mnie”

## Wideografia
Źródło:
| Rok  | Klip                                 | Reżyser                               |
| 2012 | Niebo pomożet nam                    | Maks Korż                             |
| 2012 | Gdie ja (pierwszy wariant)           | Maks Korż                             |
| 2012 | Gdie ja (drugi wariant)              | Jegor Abramienko                      |
| 2013 | W tiemnotie                          | Iwan Lebiediew                        |
| 2013 | Żyt’ w kajf                          | Aleksiej Boczenin                     |
| 2013 | Nieważno                             | Maks Korż                             |
| 2013 | Endorfin                             | Maks Korż                             |
| 2014 | Motylok                              | Maks Korż                             |
| 2014 | Stan’                                | Rustam Romanow                        |
| 2014 | Traliki                              | Aleksiej Bielow                       |
| 2014 | Amsterdam                            | Maks Korż                             |
| 2014 | Domasznij                            | Maks Korż                             |
| 2014 | Nie wydumywaj                        | Maks Korż                             |
| 2015 | Plamiennyj swiet                     | Maks Korż                             |
| 2015 | Flet feat. F. O. T. H.               | Maks Korż                             |
| 2016 | Bessonnica                           | Anton Mamonenko                       |
| 2016 | Słowo pacana                         | Maks Korż                             |
| 2016 | Moj drug                             | Anton Mamonenko                       |
| 2016 | Stiliewo                             | Andriej Swietlow                      |
| 2017 | Małyj powzrosleł                     | Maks Korż, Mitrij Siemienow-Alejnikow |
| 2017 | Małyj powzrosleł 2.0 (Rozoćka remix) | Maks Korż*                            |
| 2017 | Optimist                             | Maks Korż                             |
| 2017 | Napalm                               | Maks Korż                             |
| 2018 | Malinowyj zakat                      | Maks Korż*                            |
| 2018 | Gory po kolieno                      | Maks Korż*                            |
| 2019 | Kontrolnyj                           | Maks Korż*                            |
| 2019 | Szantaż                              | Maks Korż, Andriej Swietlow           |
| 2020 | Małolietka                           | Maks Korż, Andriej Swietlow           |
| 2020 | Razniesiom                           | Maks Korż*                            |
| 2020 | Wspominaj mienia                     | Maks Korż*                            |
| 2020 | Jejo winoj                           | Maks Korż*                            |
| 2021 | Nieważno (Zima 2021)                 | Maks Korż*                            |

*Przypuszczalnie, ponieważ reżyser nie został wymieniony.